# Betonningsmagazijn

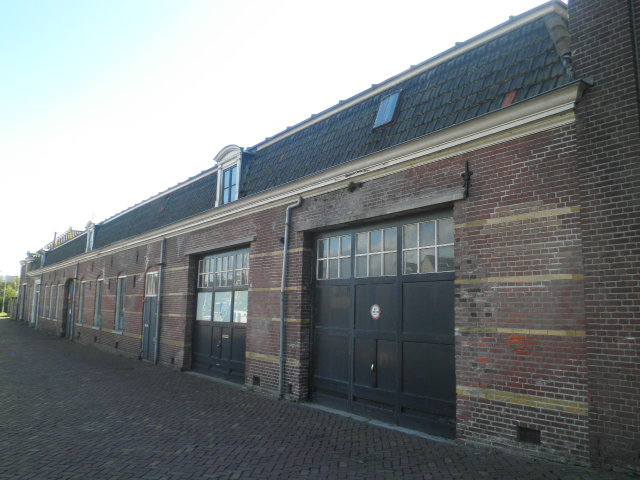
's Rijks Algemeen Betonningsmagazijn in Enkhuizen

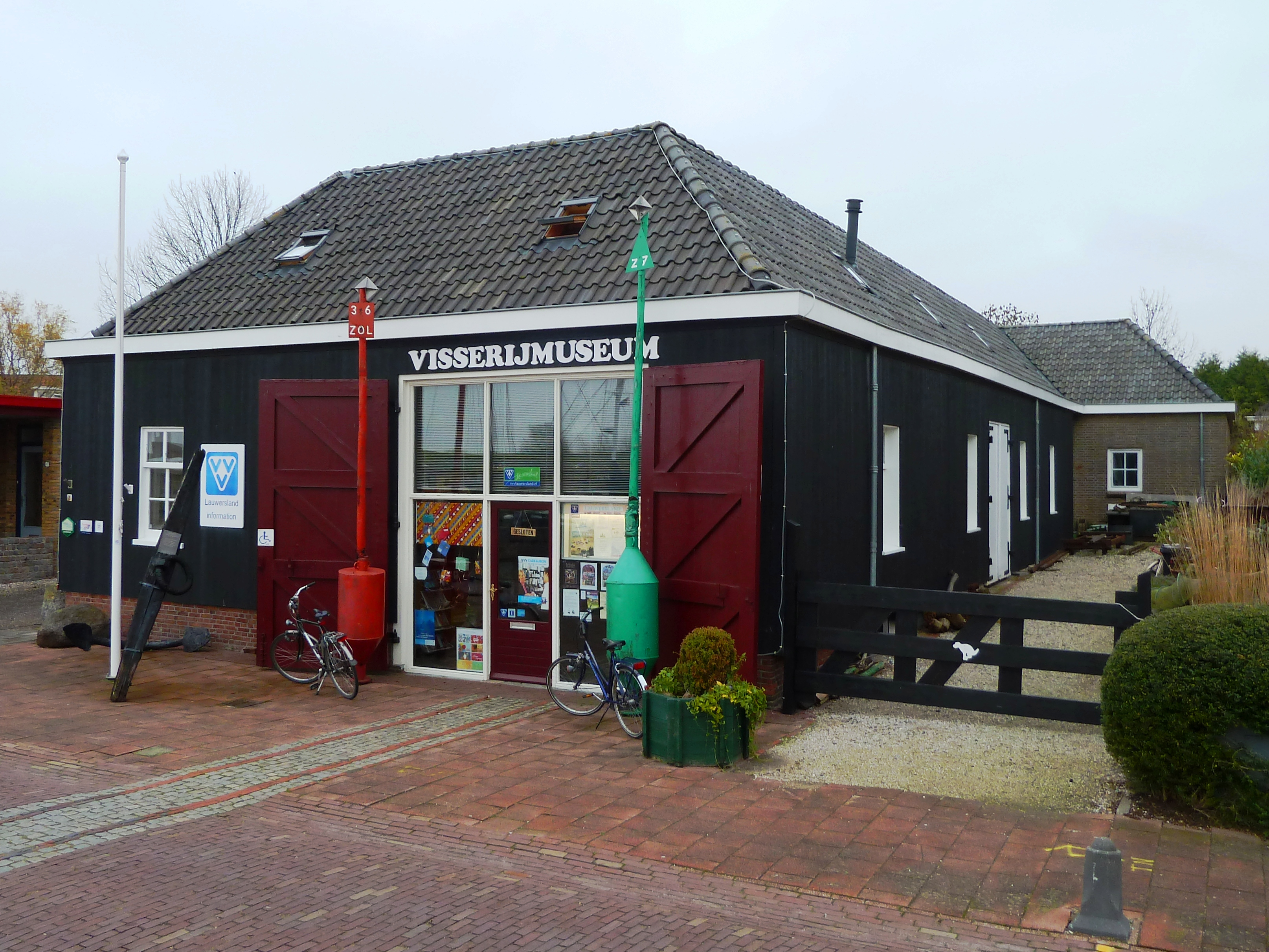
Voormalige betonningsloods in Zoutkamp

Een betonningsmagazijn is een opslag voor materialen ten behoeve van de betonning van wateren en vaarwegen.
Verschillende plaatsen in Nederland hebben zo'n magazijn of loods gehad, waaronder
- Betonningsmagazijn (Enkhuizen), het voormalige 's Rijks Algemeen Betonningsmagazijn aan de Bierkade in Enkhuizen, rijksmonument
- Betonning, Hellevoetsluis (https://web.archive.org/web/20160810034456/http://www.panoramio.com/photo/42588287)
- Betonningsmagazijn (Zoutkamp), voormalig betonningsmagazijn in Zoutkamp, nu Visserijmuseum, rijksmonument